# Craspediopsis bimaculata
Craspediopsis bimaculata är en fjärilsart som beskrevs av W. Warren 1895. Craspediopsis bimaculata ingår i släktet Craspediopsis och familjen mätare. Inga underarter finns listade i Catalogue of Life.